# Специальный представитель президента России по Ближнему Востоку
Специальный представитель президента Российской Федерации по Ближнему Востоку назначается президентом России в качестве своего представителя на Ближнем Востоке и в Северной Африке, чтобы помочь решить региональные конфликты.

## Специальные представители Президента России по Ближнему Востоку
Ниже приведен составленный по опубликованным документам список лиц, назначавшихся специальными представителями президента России с 1991 г. После даты назначения или освобождения от должности стоит номер указа или распоряжения президента, которым произведено назначение или освобождение от должности.
1. Посувалюк Виктор Викторович — специальный представитель президента России по ближневосточному урегулированию (10 марта 1994 г., № 462 — умер 1 августа 1999 г.)
2. Средин Василий Дмитриевич — специальный представитель президента России по ближневосточному урегулированию (5 октября 1999 г., № 1339 — умер 8 января 2002 г.)
3. Салтанов Александр Владимирович — специальный представитель Президента Российской Федерации по Ближнему Востоку (19 декабря 2006 г., № 1429 — 5 мая 2011 г., № 583)
4. Богданов Михаил Леонидович — специальный представитель Президента Российской Федерации по Ближнему Востоку (23 января 2012 г., № 96 — 31 октября 2014 г., № 701), специальный представитель Президента Российской Федерации по Ближнему Востоку и странам Африки (31 октября 2014 г., № 701 — 9 июля 2025 г., № 471)